# Édouard Nignon
Édouard Nignon, né à Nantes le 9 novembre 1865 et mort en Bretagne le 30 octobre 1934,, est une figure emblématique de la cuisine française du XXe siècle. 
Fils d'un journalier et d'une lingère, il est initié très tôt à la cuisine. Sa carrière le mène ensuite à l'étranger, où il officie dans les cuisines de souverains et de personnalités influentes. De retour en France, il rachète le célèbre restaurant Larue en 1908, qu'il transforme en un haut lieu de la gastronomie parisienne.

## Parcours

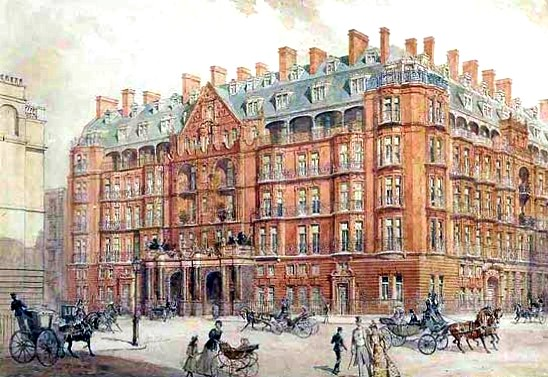
Le Claridge's, Londres, en 1897.

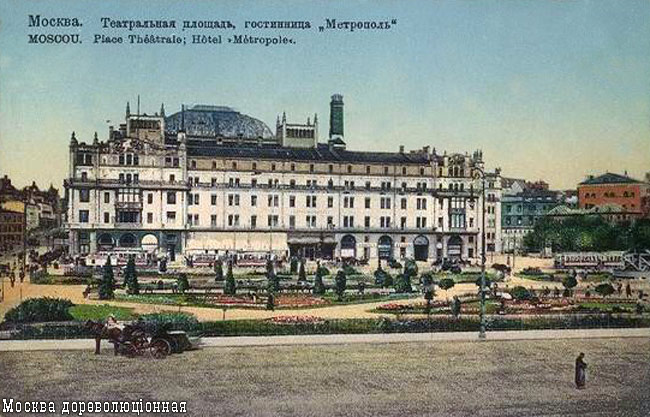
Grand Hôtel Metropole, Moscou, où Nignon officie à partir de 1905.

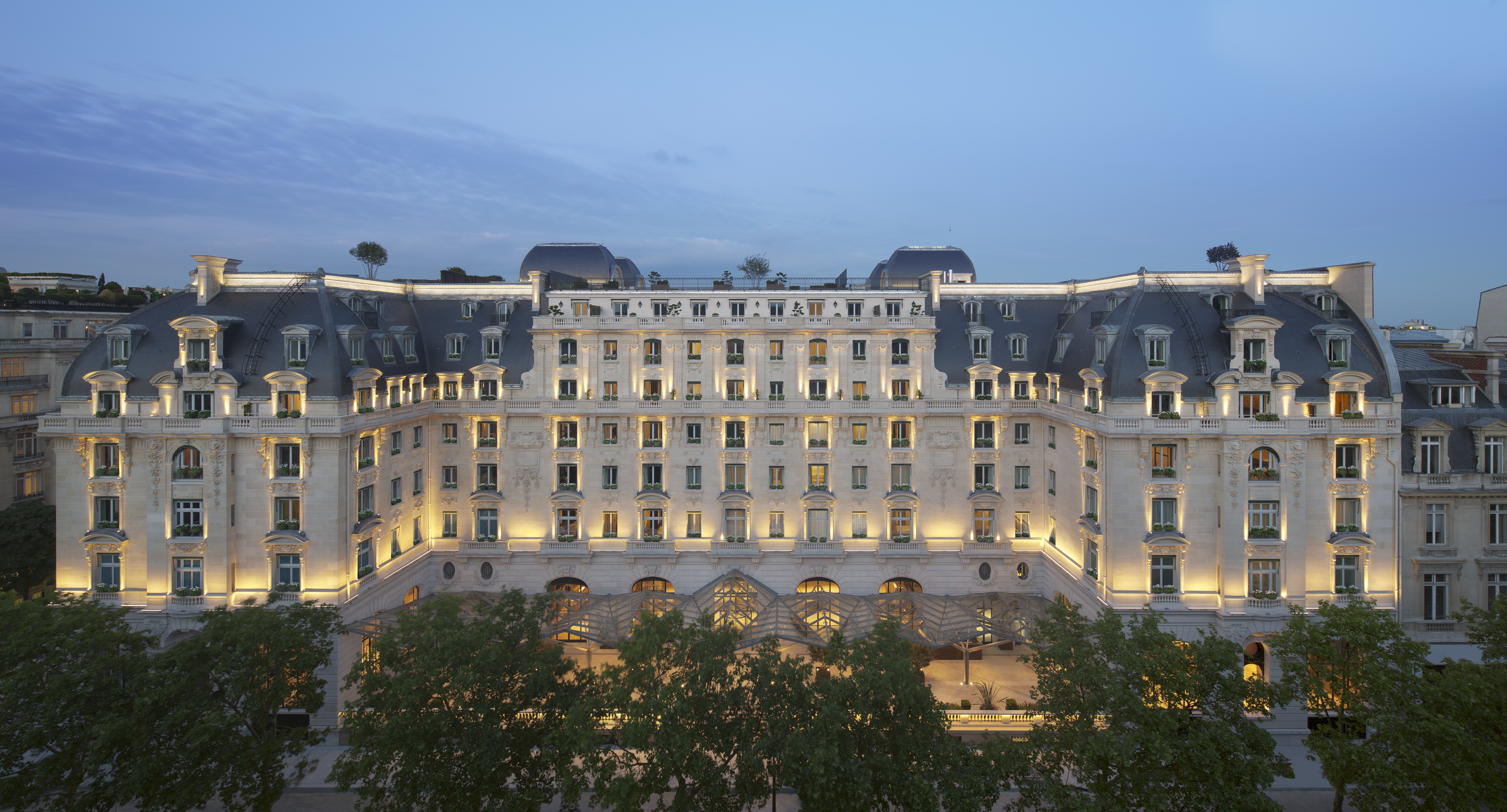
Appelé à Paris pour l'ouverture de l'hôtel Majestic (actuel Peninsula), avenue Kléber, Nignon quitte la Russie en 1908 (Photo du Peninsula de 2014).

Fils d'un journalier et d'une lingère ayant eu huit enfants, il entre en apprentissage à l'âge de neuf ans au restaurant Cambronne.
Un an plus tard, il intègre le restaurant Monier où il apprend à lire et écrire.
Il gagne Paris où il travaille avec de grands chefs comme aide saucier, chef saucier, chef entremetteur, chef rôtisseur puis chef des cuisines.
Il s'expatrie vers l'Autriche (1892), revient à Paris, se rend ensuite en Grande-Bretagne où il est maître chef des cuisiniers de l'hôtel Claridge's de Londres de 1894 à 1901, puis part pour la Russie. Durant ces années, il sert les plus hauts dignitaires dont le tsar Nicolas II et l'empereur d'Autriche François-Joseph.
En 1908, Nignon fait l'acquisition, à Paris, du restaurant Larue qui avait été ouvert en 1886 face à l'église de la Madeleine, à l'angle du no 3 de la place de la Madeleine et du no 27 de la rue Royale par un ancien maître d'hôtel du même nom, précédemment employé à la Taverne Royale, mitoyenne (au no 25 de la rue Royale).
Simone Morand lui attribue l'invention du homard à l'armoricaine et de la beuchelle tourangelle.
Intéressé par les alliances de saveurs atypiques, il crée entre les deux guerres les huîtres au camembert.

## Œuvres
- 1919 : L'Heptaméron des gourmets ou les Délices de la cuisine françaiseG. de Malherbe, Paris, 1919 (voir en ligne)
- Le livre de cuisine de l'Ouest-Eclair. Rennes - Ouest Éclair, in-8, 368 p. illustrations de Louis Garin. 1924, réédition 1928
- Les Plaisirs de la table, où sous une forme nouvelle, l'auteur a dévoilé maints délicieux secrets et recettes de bonne cuisine, transcrits les précieux avis de gourmets fameux et de fins gastronomes, conseillers aimables et sûrs en l'art de bien manger. Chez l'Auteur. In-8, 333 p .Dessins de Grignon. 1926[8]
- Éloges de la cuisine française, préface de Sacha Guitry, Paris H. Piazza, In-4°, 447 p. 1933[9]
- 1935 : Le Précis de cuisine familiale…, Ouest-Éclair, Rennes, 1935[10]

### Préfacier
- Bertrand Guégan, La fleur de la cuisine française, Paris, La Sirène, 2 volumes in-8, 374 et 579 p. 1920, 1921.